# Rachelinus
Rachelinus war Bischof von Krakau im 11. Jahrhundert.
Seine Lebensdaten und seine Amtszeit sind unbekannt. Er wurde nur in einer Liste der Krakauer Bischöfe an fünfter Stelle genannt.
Jan Długosz behauptete, er sei Italiener gewesen und von Papst Johannes XIX. geweiht worden. Diese Angaben sind unsicher.